# Censura d'Internet a Espanya
Tot i que no està inclosa en la llista de "països enemics d'Internet" o "sota vigilància" elaborada per l'organització no governamental Reporters Sense Fronteres, la censura d'Internet a Espanya es manifesta de diverses maneres. Un estudi recent considera Espanya el país de la Unió Europea que més censura internet, degut a les restriccions pel que fa a xarxes socials, el veto a determinats portals polítics, i el bloqueig a les xarxes torrents d'intercanvi de fitxers.

## Tancament de la pàgina web del PCE(r)
El 2007, en virtud de la Llei de Partits espanyola, els tribunals van dictar el tancament de la pàgina web [www.antorcha.org] del Partit Comunista d'Espanya (reconstituït) (PCE(r)).

## Llei d'Economia Sostenible
L'avantprojecte de Llei 2/2011, de 4 de març, d'Economia Sostenible, coneguda com a "llei Sinde", atribueix potestat a una comissió administrativa dins el Ministeri de Cultura per a la garantia de la propietat intel·lectual. Aquesta llei, creada a l'empara dels Estats Units, ha engegat una gran oposició ciutadana a Espanya, ja que es creu que la seva aplicació permetrà en la pràctica el tancament sense control judicial de pàgines web, la qual cosa implicaria una censura dels continguts d'internet, suposaria una retallada del dret fonamental a la llibertat d'expressió i obriria les portes a una censura major.
Tot i que el president del Govern espanyol, José Luis Rodríguez Zapatero, va afirmar que no es tancaria cap pàgina web, l'executiu ha elaborat un procediment que permetrà a una "comissió d'experts" sol·licitar el bloqueig de qualsevol pàgina web que entenguin que vulnera els drets d'autor.

## Comunitats, portals i sales de xat
Pel que fa a la censura exercida per empreses privades prestadores de serveis a internet, en alguns casos amb participació de l'Estat, els fòrums i les sales de xat orientats als internautes de l'Estat espanyol solen tenir moderadors, que poden modificar o eliminar continguts que contravinguin les regles de la comunitat o silenciar, sancionar i expulsar els usuaris. L'abast i les característiques d'aquestes regles varien d'una comunitat a l'altra. El 2009, els portals Terra i Yacom van fusionar les seves sales de xat amb l'IRC-Hispano, la qual cosa va suposar un augment de la censura i del control dels usuaris, que es veuen sotmesos a una rígida vigilància i repressió per part dels operadors.
La Viquipèdia en espanyol ha estat acusada de censura diverses vegades. Al juny de 2008, l'URL Rebelion.org va ser inclosa en la llista negra de spam del portal, la qual cosa va generar un intens debat intern a l'enciclopèdia. El fet va ser recollit en diversos mitjans de comunicació i debatut a Wikimania 2009 després que Richard Stallman digués que no estava d'acord amb la inclusió del domini en aquesta llista negra.

## Censura de l'independentisme català
La censura política del moviment independentista de Catalunya es presenta també amb restriccions a internet per part del govern espanyol. Durant el referèndum d'independència de 2017, diversos llocs web oficials vinculats amb la votació van ser bloquejats. Segons el ciberactivista Julian Assange, al llarg del dia de la votació també es van congelar diversos enllaços de telecomunicacions i es van ocupar edificis de telecomunicacions per tal de restringir temporalment l'accés a qualsevol pàgina des de Catalunya.
El 2019 hi va haver un nou episodi de censura digital arran del procés judicial sobre el referèndum, aquest cop contra el grup Tsunami Democràtic, blocant-ne la pàgina web i tots els seus posteriors repositoris a GitHub.

## Campanya contra elfutbol pirata
En un context creixent de la notorietat i la mercantilització del futbol professional i de la progressiva eliminació de l'oferta de partits "en obert", és a dir, disponibles en els canals gratuïts, públics i privats, de la televisió digital terrestre. Es van popularitzar serveis de retransmissió fora de les concessions pactades entre LaLiga i les plataformes, les quals van anar augmentant els preus de les subscipcions de manera significativa. Dels sistemes utilitzats per tal de visualitzar partits de manera furtiva en destaquen el P2PTV un sistema d'igual a igual per rebre vídeo en directe per part de diversos usuaris alhora. I també grups i canals de xat a través de missatgeria instantània com Telegram on es difonen enllaços web.
Presidida per Javier Tebas LaLiga ja havia incorregut en "accions digitals ofensives" instal·lant, sense el consentiment dels usuaris, un sistema que gravava el so ambient amb els micròfons dels mòbils que haguèssin instal·lat l'aplicació oficial de la competició. Capturant l'empremta digital acústica de les retransmissions es geolocalitzaven bars i negocis que oferissin partits sense una llicència que els habilités per a tal. L'Agència espanyola de protecció de dades va multar-los l'any 2019 per incomplir la Llei orgànica de protecció de dades personals i garantia dels drets digitals per no haver desvel·lat als usuaris les capacitats de l'aplicació instal·lada.

## Objectius més vulnerables
- Blogs i fòrums[23]
- Llocs polítics[24][25]
- Viquipèdia[26]